# Grímsvötn
Els Grímsvötn o Llacs d'en Grímur (de l'islandès vatn, "llac", pl. vötn i el nom personal Grímur. Pronúncia del mot en transcripció fonètica: ['krimsv̥œʰtn̥]. Per a l'origen del topònim, cf. la rondalla titulada saga af Vestfjarðagrími) són un sistema lacustre-volcànic d'Islàndia, d'uns 100 km de llarg i 15 km d'ample. Les masses d'aigua que el componen estan ubicades a les terres altes del país, sobre l'extrem Nord-oest del camp de gel del Vatnajökull a una altitud mitjana de 1725 metres. Aquests llacs són subglacials, és a dir, es troben tapats per un mantell de gel glacial: l'aigua de les profunditats, en estat líquid gràcies a l'activitat volcànica, està tapada per una extensa planura congelada que en constitueix la superfície. Sota aquest sistema es troba la gran cambra magmàtica del volcà homònim (el major de tot el sistema), la caldera del qual té uns 35 km².

## Jökulhlaup
Les erupcions que s'esdevenen sota el mantell glacial donen origen regularment a surgències glacials, conegudes a Islàndia amb el nom de jökulhlaups. Aquest terme també es troba usat, amb una certa freqüència, en els països anglosaxons. Aquestes erupcions hi fonen anualment uns 0.2 a 0.5 km³ de gel, i en períodes particularment actius fonen prou material com per omplir la caldera dels Grímsvötn amb aigua: l'augment de pressió resultant eleva gradualment la massa glacial que reposa sobre el conjunt. Finalment es produeixen fissures en el gel per les quals les enormes masses d'aigua acumulada escapen violentament cap a l'exterior. Atès que aquest fenomen implica un gran perill per a l'activitat humana a la part baixa de les valls adjacents, la caldera dels Grímsvötn és monitoritzada acuradament per vulcanòlegs, glaciòlegs i d'altres especialistes. Fins a l'any 2006 s'hi han registrat unes 45 erupcions. Quan va ocórrer la gran surgència de 1996, els geòlegs que estudiaven el fenomen van predir la imminència del perill amb prou anticipació; arran d'aquesta alarma, la principal carretera de circumval·lació d'Islàndia (el Hringvegur) va ser tancada al trànsit; unes quantes setmanes després de la cessació de l'activitat eruptiva, la caldera va començar a sobreeixir enmig d'una renovada activitat sísmica d'origen desconegut i el flux massiu d'aigua (d'uns 6000 m³/segon) es va obrir pas sobtadament i violentament vall a baix, emportant-se de soca-rel tota una part de l'esmentada carretera sobre els arenys o sandur de Skeiðará, però no s'hi van registrar víctimes mortals. El flux glacial va arribar al seu punt màxim el mateix dia a la nit (5 de novembre). El torrent va assolir llavors els gairebé 45000 m³ d'aigua per segon. L'endemà al capvespre la descàrrega havia baixat a 15000 m³/segon. El dany total estimat causat pel fenomen va atènyer els dotze milions de dòlars.

## Altres erupcions
- El 1783 va esdevenir-se la major erupció efusiva registrada a l'últim mil·lenni. Aproximadament 15 km³ de lava basàltica van ser ejectats des de l'escletxa del volcà Laki (d'uns 27 km de llarg) durant més de 7 mesos. El material expulsat anava acompanyat d'enormes volums de diòxid de sofre i de gas fluorhídric, la qual cosa va causar grans danys a la vida silvestre d'Islàndia, causant-hi una intensa fam, a conseqüència de la qual hi van morir unes 10000 persones: una cinquena part de la població humana de l'illa. Europa i part d'Àsia van ser cobertes durant mesos per una boira blavosa. L'erupció va repercutir en el clima mundial, i va atreure per primera vegada l'atenció dels científics sobre la importància que tals esdeveniments podien tenir en la dinàmica climàtica del planeta.
- El juliol de 1995 hi va haver un flux glacial al nord-oest dels Grímsvötn, probablement relacionat amb una petita erupció.
- El 18 de desembre de 1998 va tenir lloc una erupció que va durar per espai d'onze dies, deixant visible una escletxa de 1300 metres de llarg amb cinc cràters actius però sense produir cap surgència o flux glacial.
- El novembre de 2004 es va detectar activitat eruptiva que va llançar un extens núvol de cendra volcànica, causant una breu interrupció del trànsit aeri sobre Islàndia. De nou, no es va produir cap flux glacial.